# Frans av Bourbon-Vendôme
Frans av Bourbon-La Marche (Frans I, greve av Vendôme), född 1470 och död 30 oktober 1495, var en fransk adelsman.
Han var son till Jean VIII de Bourbon-Vendôme och Isabelle de Beauveau. När hans far dog var han bara sju år och han blev då greve av Vendôme. Medan han var omyndig administrerades grevskapet av hans farbror Louis le Joyeuse.
År 1484, fick han baroniet Mondoubleau som inkorporerades i grevskapet Vendôme. Han var en trogen anhängare till Anne de Beaujeu och kung Karl VIII av Frankrike.
År 1487 gifte han sig med Marie I av Saint-Pol and Soissons, änka till Jacques av Savojen, greve av Romont. Hon förde med sig stora egendomar som hemgift, bland annat grevskapen Saint Pol och Soissons i Picardie.
De fick sex barn:
- Karl IV av Bourbon (1489-1537), hertig av Vendôme
- Jacques (1490-1491)
- François (1491-1545), greve av Saint Pol och Chaumont, hertig av Estouteville
- Louis (1493-1557), kardianl av Bourbon, ärkebiskop av Sens
- Antoinette de Bourbon (1493-1583), gift med Claude av Guise
- Louise (1495-1575), abbedissa av Fontevraud

Frans hade också sonen Jacques med Isabeau de Grigny.
Han dog i en ålder av 25 år i Vercelli, Italien, och efterträddes av sin son Karl IV av Bourbon. Hans hustru var regent medan sonen var omyndig.